# カタルーニャ独立手続き開始宣言
カタルーニャ独立手続き開始宣言（カタルーニャどくりつてつづきかいしせんげん、カタルーニャ語: Declaració d'inici del procés d'independència de Catalunya）は、2015年11月9日、スペインのカタルーニャ州議会が採択した決議である。

## 背景
2014年11月9日に実施されたカタルーニャ州独立を問う住民投票では、カタルーニャ州は国家であるべきであり、かつ独立を望む声が80.76%に達した。これはあくまで中央政府が認めない非公式な住民投票であり、2015年2月25日にはスペイン憲法裁判所が、主権に関する住民投票を実施する権利は中央政府にのみにあるとして、そもそも住民投票実施を可能にした州の法令そのものが違憲であるとの判決を全員一致で下している。
2015年9月27日に投開票されたカタルーニャ自治州議会選挙ではカタルーニャ州独立に賛成の選挙連合ジュンツ・パル・シ(JxSÍ)や人民統一候補 (CUP)が、合計で過半数の議席を制すれば、18ヶ月以内に独立宣言を行うと表明。選挙の結果、独立派は135議席中過半数の72議席を獲得し、アルトゥール・マス州首相は独立に向けた運動を進める民主的な委任が得られたと述べた。ただし得票率は47.8%と過半数に届かなかった。
2015年10月27日、独立賛成派はカタルーニャ州の分離独立に向けた手続きを開始。州議会に独立手続き開始宣言文書を提出し、11月9日までに採決されるとされた。マリアーノ・ラホイ・ブレイ首相はこの決議は無効であり、独立阻止のためあらゆる手段を講ずる考えを示した、カタルーニャ州議会内で独立に反対のカタルーニャ国民党(PPC)、シウダダノス(C's)、カタルーニャ社会主義者党(PSC)は採決を阻止するため、憲法裁判所に決議案は違憲であるとの訴えを起こしたが、裁判所は議会から法案を審議する権利をはく奪することは不可能であるとして、満場一致でこれを退けた。また、国民党は州議会に出席する議員の選出を遅らせ、決議案を撤回させるための時間稼ぎを行うなど抵抗した。
11月6日にはスペインのソラヤ・サエンス副首相兼報道官が、決議案が可決した場合は憲法裁判所に訴えると発表した。

## 独立手続き開始宣言
2015年11月9日、カタルーニャ自治州議会はスペインから共和国として独立する手続きを開始することを宣言する決議を賛成72、反対63で可決した。
決議の主な内容は以下のとおり。
カタルーニャ議会は、
1. 2015年9月27日に投開票されたカタルーニャ自治州議会選挙の結果、カタルーニャを独立国とすべきとする勢力が議会の多数を占めたことを特記する。
2. 独立手続き開始を宣言する。
3. 開かれた憲法制定手続きを開始する。
4. これらの宣言を実行することを将来のカタルーニャ政府に要請する。
5. 30日以内にカタルーニャの社会保障や税制のための法律を通過させるため適切な手段を考察する。

出典：1/XI OF THE PARLIAMENT OF CATALONIA, ON THE START OF THE POLITICAL PROCESS IN CATALONIA AS A CONSEQUENCE OF THE ELECTORAL RESULTS OF 27 SEPTEMBER 2015  7

## 反応
可決後にスペインのラホイ政権はテレビ演説を行い、憲法裁判所に決議の無効を確認するため、上訴する意向を表明。11月11日に決議差し止めの判断が下ったが、即時にカタルーニャ州政府は分離独立手続きを進めると発表した。